# Trumpf

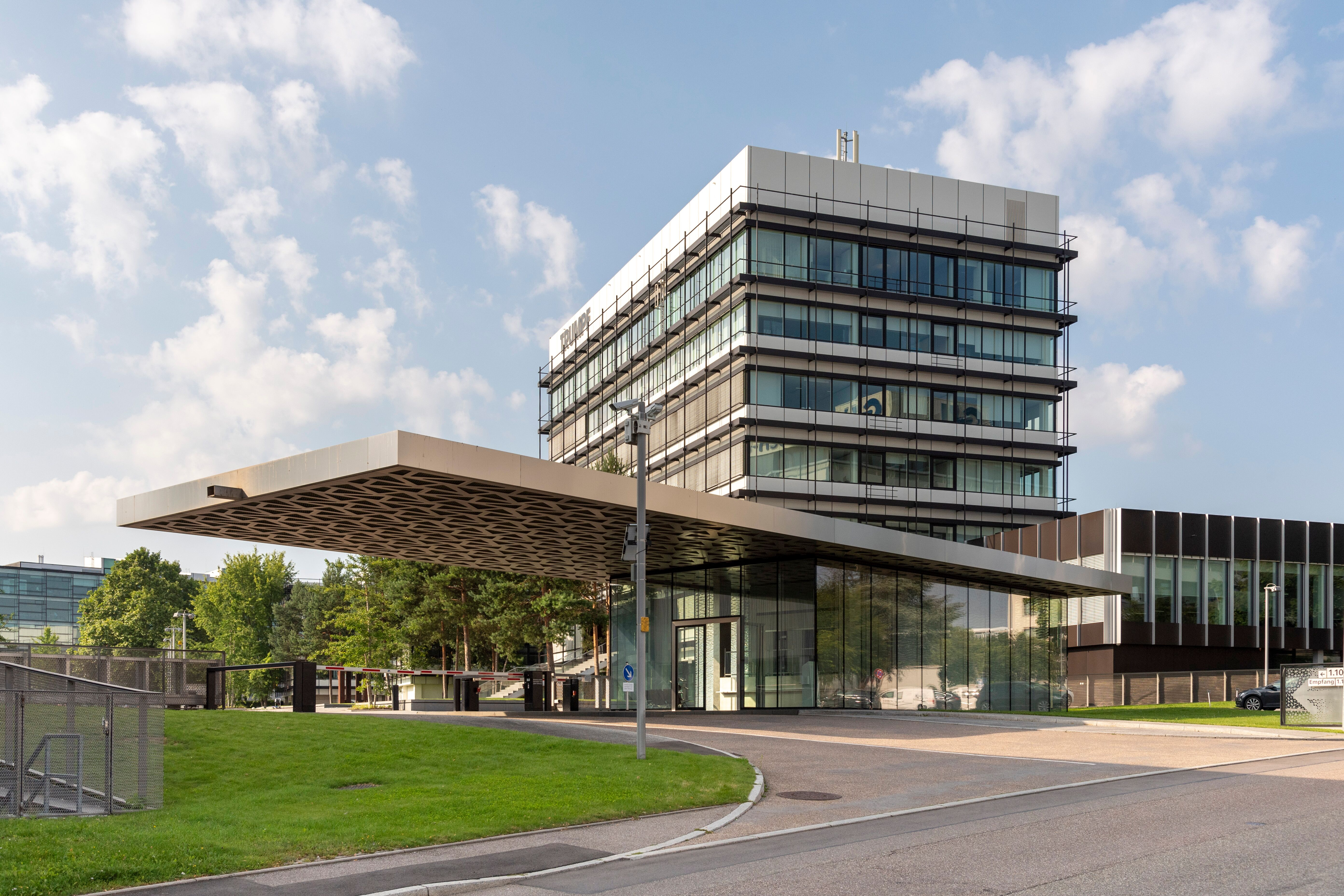
Sede central de Trumpf en Ditzingen (2021)

Trumpf SE + Co. KG (normalmente abreviado como TRUMPF) es una empresa familiar alemana con sede en Ditzingen, cerca de Stuttgart, en el estado de Baden-Wurtemberg.
Actualmente, la compañía es uno de los mayores proveedores mundiales de máquina herramienta y líder en tecnología láser. Trumpf es uno de los representantes más conocidos del Mittelstand alemán.
La empresa tiene sus orígenes en el taller mecánico de Julius Geiger. Las familias Trumpf y Leibinger transformaron la empresa de tamaño mediano en un grupo industrial reconocido a nivel mundial.

## Historia

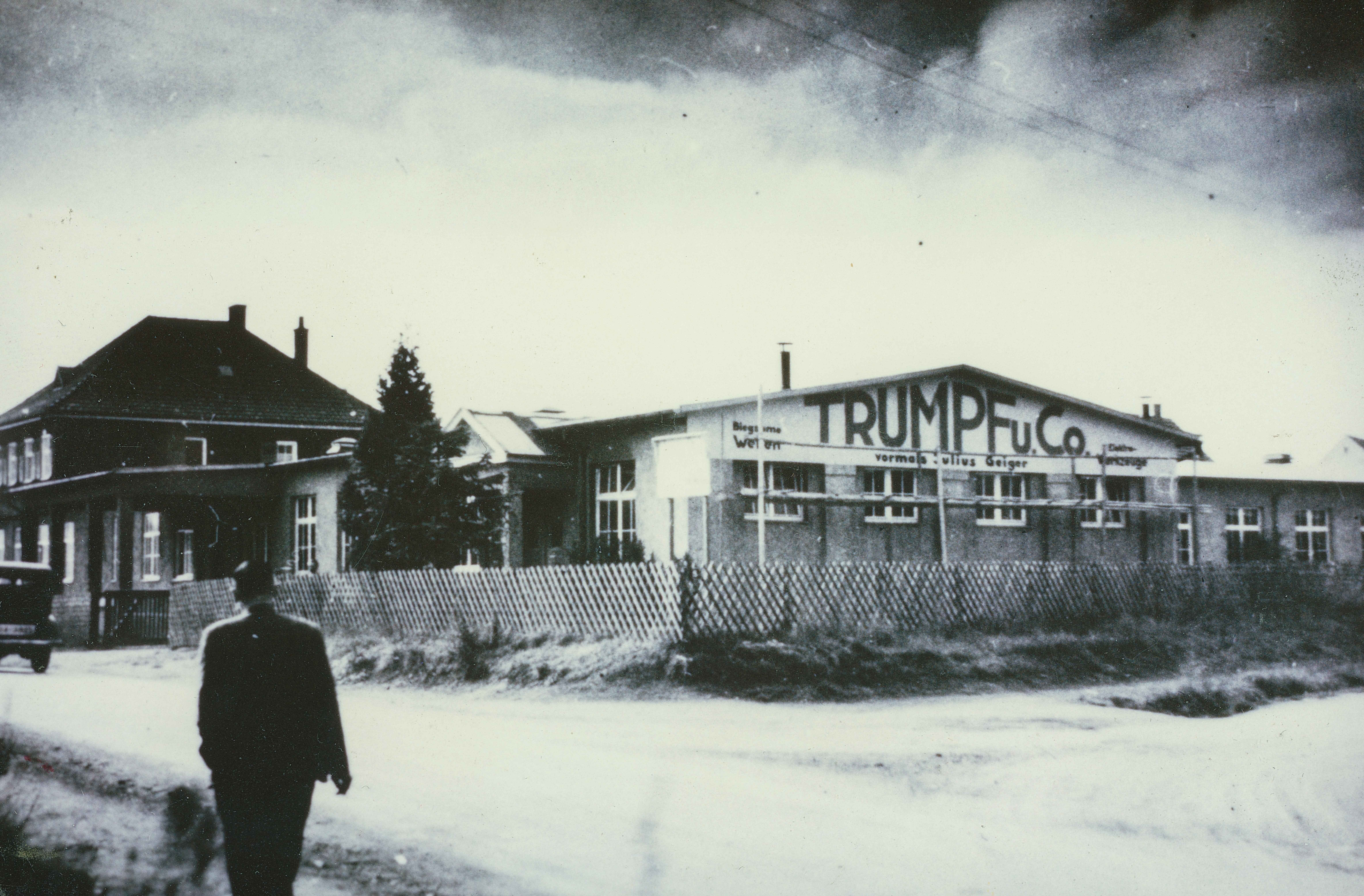
Planta de producción en Weilimdorf (1933)

### Fundación y primeros años
En 1923, el comerciante Christian Trumpf adquirió el taller mecánico de Julius Geiger en Stuttgart. Inicialmente, la empresa fabricaba ejes flexibles que se utilizaban para accionar taladros y otras herramientas. Tras el desarrollo de un accionamiento motorizado, estos ejes se emplearon cada vez más en la industria, por ejemplo, para el procesamiento de metales y madera. En 1934, Trumpf presentó la primera cizalla manual motorizada para cortar chapa metálica.
En la década de 1920, la empresa creció hasta contar con más de 70 empleados. En 1933, trasladó su sede administrativa y de producción a Weilimdorf, un suburbio de Stuttgart. Para reflejar los cambios en la propiedad, el nombre de la empresa se cambió a "Trumpf & Co." en 1937. El añadido "vormals Julius Geiger" (anteriormente Julius Geiger) se mantuvo durante algún tiempo.

### Etapa del Tercer Reich
Durante las décadas de 1930 y 1940, Trumpf continuó fabricando principalmente ejes flexibles y cizallas eléctricas manuales. La empresa era proveedora de Elektron Co. de Bad Cannstatt, un fabricante de sistemas de aire comprimido. Esta última producía bombas de pie que también se utilizaban en aviones militares.
Durante la Segunda Guerra Mundial, Trumpf empleaba a unas 100 personas. Un tercio de ellos eran trabajadores forzados franceses, la mayoría procedentes de Vierzon, una ciudad situada al sur de París. Las fábricas de la empresa sufrieron pocos daños durante la guerra, lo que permitió reanudar rápidamente la producción tras su finalización. El logotipo introducido en 1948 se utilizó hasta la década de 1980.

### Expansión internacional
En 1950, Trumpf generó una facturación de más de un millón de marcos alemanes. El milagro económico alemán impulsó la demanda, especialmente de máquinas estacionarias para el procesamiento de chapa. La base de clientes extranjeros, que Trumpf desarrolló gracias a su presencia en ferias internacionales, también contribuyó al crecimiento. En 1963 se fundó la primera filial extranjera en Suiza. En 1969, la empresa entró en el mercado estadounidense y en 1977 llegó a Japón. Posteriormente, se establecieron filiales en España en 1988 y en México en el año 2000. Los productos de Trumpf se vendían en más de 100 países.
Para satisfacer la creciente demanda, la empresa amplió continuamente sus capacidades de producción. En 1955 se inauguró otra planta en Hettingen, en la Jura de Suabia. En 1972, Trumpf trasladó su sede principal a Ditzingen, donde se construyeron nuevos edificios administrativos y de producción. La sede del grupo, elogiada por su calidad arquitectónica, se encuentra allí hasta el día de hoy.

### Nuevos negocios y propiedad
Como Christian Trumpf no tuvo hijos, nombró a Hugo Schwarz director comercial en 1953. Además, Berthold Leibinger fue contratado como director técnico en 1966. Leibinger, ahijado de Trumpf, ya había pasado por varias etapas en la empresa, donde también completó su formación. Leibinger fue comprando gradualmente las acciones del matrimonio Trumpf, de modo que en 1972, Leibinger y Schwarz eran los únicos accionistas. Tras la muerte de Trumpf en 1977, Leibinger le sucedió y finalmente asumió la presidencia de la dirección en 1978.
Bajo su liderazgo, surgieron numerosas innovaciones. La primera máquina de procesamiento de chapa con control numérico continuo atrajo la atención mundial. Esta se basaba en una patente para el guiado por coordenadas que Trumpf había registrado en 1957 como resultado de la tesis de diploma de Leibinger. Las máquinas herramienta se mejoraron y modernizaron continuamente. En 1985, Trumpf también presentó su primer láser de dióxido de carbono propio, que sentó las bases para una nueva división de negocio.

### Crecimiento y transformación
En las décadas de 1980 y 1990, Trumpf pasó de ser una empresa mediana de Suabia a convertirse en un grupo global. La orientación de la empresa se considera un ejemplo del éxito de la ingeniería mecánica alemana. Leibinger desempeñó un papel decisivo en el ascenso de la empresa al liderazgo del mercado. En 2005, por motivos de edad, pasó del consejo de administración al consejo de supervisión, cuya presidencia ocupó hasta 2012. Su hija, Nicola Leibinger-Kammüller, asumió la dirección de Trumpf.
Desde que Leibinger-Kammüller asumió el cargo, la facturación aumentó de aproximadamente 1500 millones de euros en el ejercicio 2005/06 a 5172,5 millones de euros en 2023/24. Amplió la base del grupo, por ejemplo, mediante la fundación de un banco y el desarrollo de software. Más recientemente, la empresa ha destacado por sus soluciones en el ámbito de la Industria 4.0, posicionándose como experta en fábricas inteligentes. Actualmente, la tecnología cuántica está ganando protagonismo, por ejemplo.

### Desarrollos recientes
En mayo de 2025, Trumpf anunció planes para recortar hasta 1000 puestos de trabajo en los próximos meses debido a la desaceleración económica y la disminución de pedidos. La empresa declaró que la medida era necesaria para asegurar su solidez y viabilidad futura, y que buscaría realizar los recortes de la manera más socialmente responsable posible, en consulta con el comité de empresa. Estas medidas se producen a pesar de un aumento en el número de empleados durante el ejercicio 2023/24 y forman parte de un programa de ahorro más amplio iniciado para contrarrestar la debilidad económica.

## Empresa

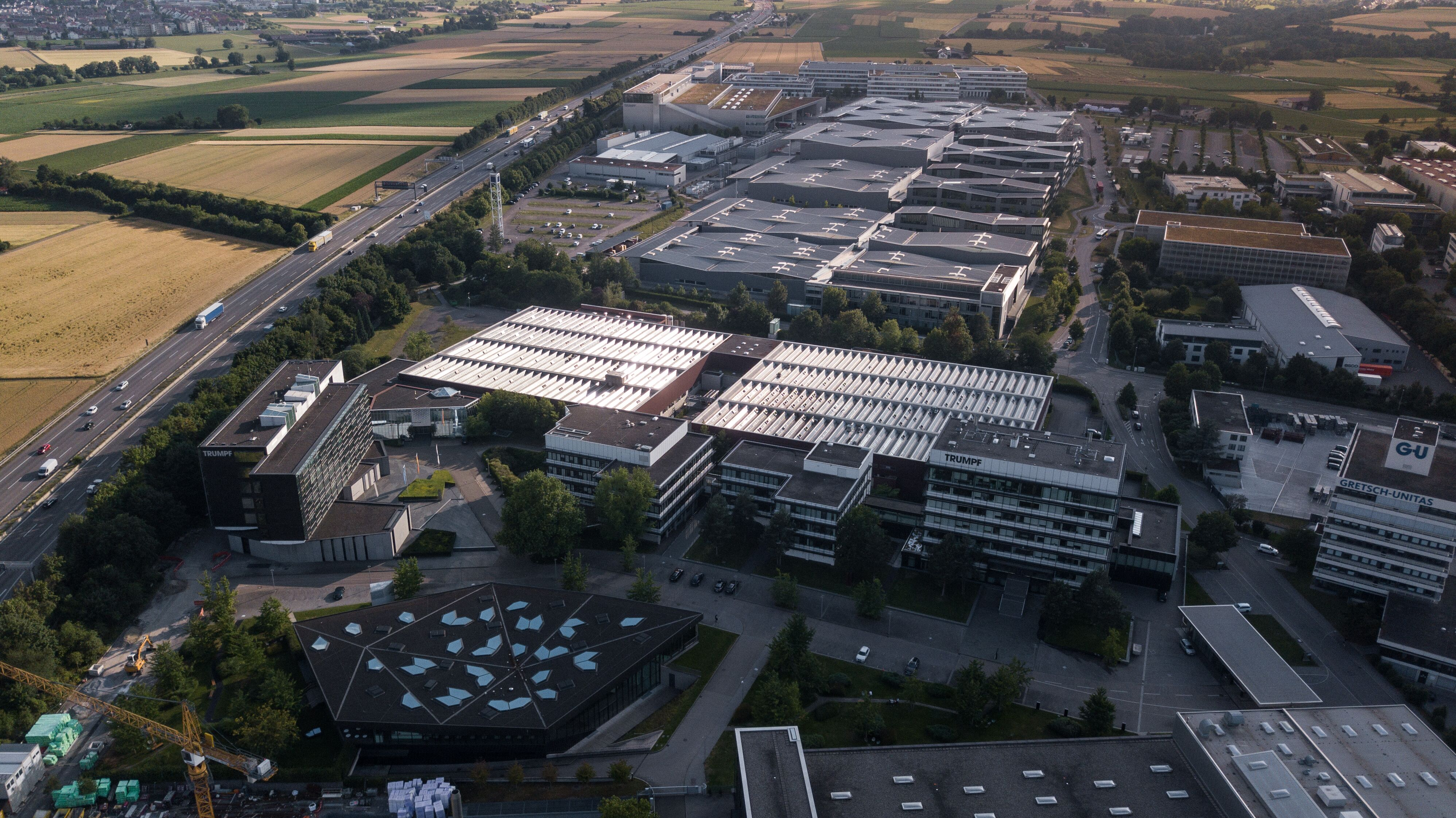
Vista aérea de la sede central en Ditzingen (con administración e instalaciones de producción)

### Estructura y propiedad
La sociedad holding Trumpf SE + Co. KG es el paraguas organizativo bajo el cual opera el grupo Trumpf. Todas las inversiones se consolidan a nivel de grupo. Trumpf cuenta con más de 80 filiales operativas.
Trumpf es propiedad exclusiva de la familia Leibinger (90 %) y de la Fundación Berthold Leibinger (Berthold Leibinger Stiftung, 10 %). No ha habido accionistas ajenos a la familia desde 2003. La Fundación Berthold Leibinger es un elemento clave de los esfuerzos de responsabilidad social de Trumpf, apoyando a organizaciones sin ánimo de lucro, benéficas y eclesiásticas, además de llevar a cabo sus propios proyectos de patrocinio en áreas como la cultura, la ciencia, la iglesia y el bienestar social. Colabora con la Fundación Doris Leibinger, otra fundación establecida por la familia Leibinger.

### Consejo de dirección
El consejo de administración (Vorstand o Managing Board) de Trumpf está compuesto por siete personas (a julio de 2023); la presidenta es Nicola Leibinger-Kammüller. Los otros miembros son Mathias Kammüller (Director Digital), Lars Grünert (Director Financiero), Berthold Schmidt (Director de Tecnología) y Oliver Maassen (Director de Recursos Humanos), así como Stephan Mayer (división de máquinas herramienta) y Hagen Zimer (división de tecnología láser).
El consejo de supervisión (Aufsichtsrat o Supervisory Board) de Trumpf está compuesto por un número igual de representantes de los accionistas y de los empleados. Consta de doce miembros (a julio de 2023); cuatro de los cuales son mujeres. El presidente es Peter Leibinger. Otros miembros conocidos son Regina Leibinger y Rainer Neske.

### Datos financieros
| en millones de € | 2017/18 | 2018/19 | 2019/20 | 2020/21 | 2021/22 | 2022/23 | 2023/24 |
| ---------------- | ------- | ------- | ------- | ------- | ------- | ------- | ------- |
| Facturación      | 3565,6  | 3784,0  | 3487,7  | 3504,7  | 4222,8  | 5364,5  | 5172,5  |
| Beneficio (EBIT) | 534,7   | 349,3   | 309,1   | 369,5   | 468,4   | 615,4   | 501,1   |
| Empleados        | 13 420  | 14 490  | 14 325  | 14 767  | 16 554  | 18 352  | 19 018  |

## Productos

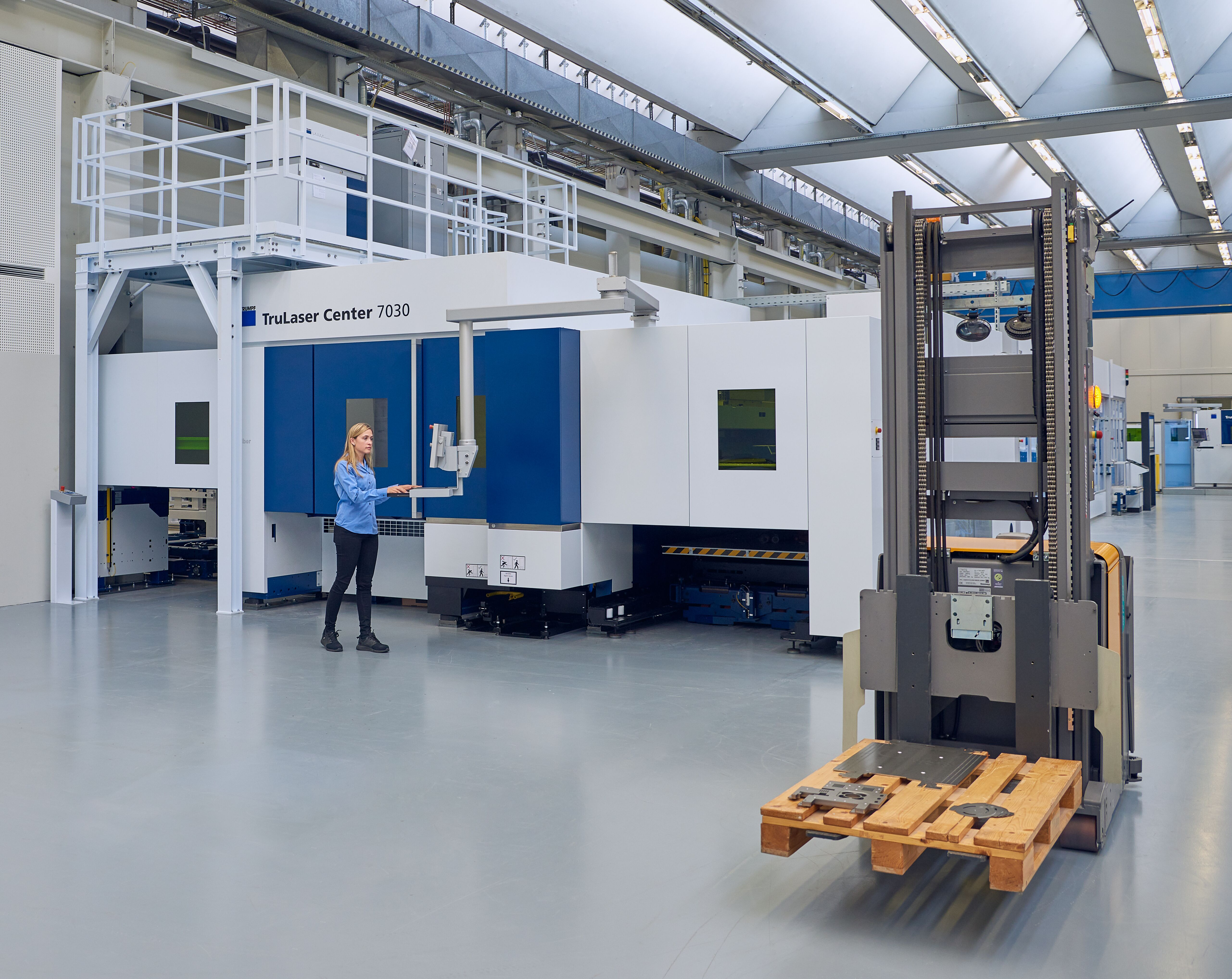
Sistema láser de la empresa en una nave industrial

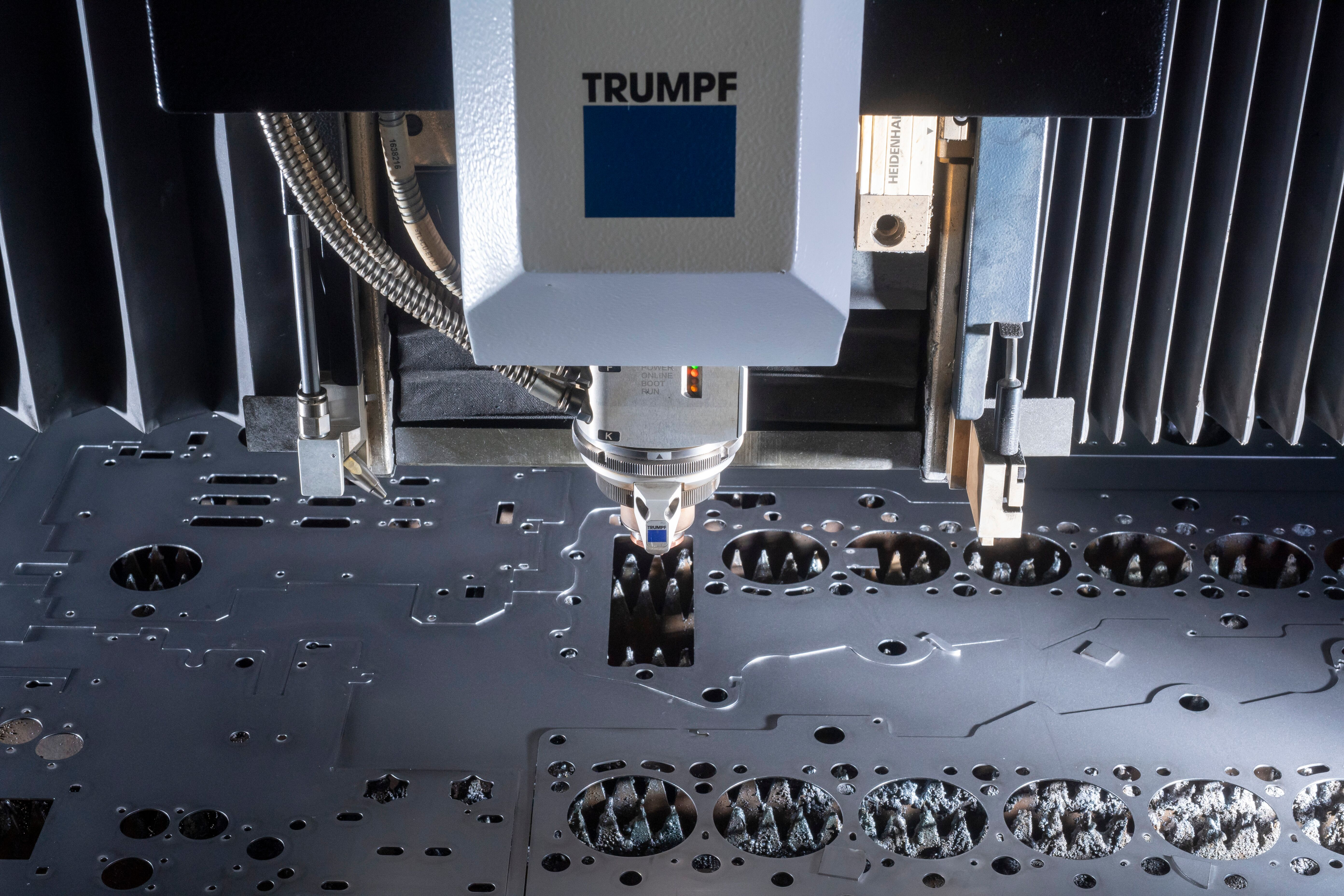
Primer plano de un láser Trumpf durante el corte

El negocio operativo del grupo Trumpf se organiza en dos divisiones para máquinas herramienta y tecnología láser. Además, existen cuatro áreas de negocio operativas para láseres de alta potencia, Fabricación aditiva, diodos láser y servicios financieros.

### Máquinas herramienta
Trumpf se ha centrado tradicionalmente en el procesamiento flexible de chapas y tubos. Su cartera incluye máquinas y sistemas para corte, punzonado, plegado y soldadura. Estas se utilizan en la producción de piezas simples hasta componentes complejos, por ejemplo, en la ingeniería mecánica y la construcción de plantas, en vehículos comerciales, en la tecnología de climatización o en la fabricación de muebles. Trumpf ofrece numerosos servicios complementarios, como diseño y automatización, así como mantenimiento de máquinas.

### Tecnología láser
La tecnología láser se ha convertido en otro importante campo de trabajo, ya que es una alternativa, por ejemplo, al aserrado y al fresado. Trumpf fabrica láseres de CO2 y láseres de estado sólido (láseres de disco y láseres de fibra). Estos permiten el corte y la soldadura de metales, así como el marcado y procesamiento de superficies con láseres. Los láseres de onda continua, de pulso corto y ultracorto de la empresa se utilizan, por ejemplo, en la industria automotriz, la sector energético, la industria aeroespacial y la tecnología médica.
Los amplificadores láser de alta potencia de Trumpf desempeñan un papel central en la fabricación de microchips. Se utilizan para generar un plasma que proporciona la radiación ultravioleta extrema (EUV) para la exposición de obleas. La cartera también incluye diodos láser, que se utilizan, por ejemplo, en teléfono inteligentes, en la comunicación de datos o en la electromovilidad para el tratamiento térmico de componentes de baterías.

### Sedes y producción
Trumpf opera internacionalmente en todos los mercados importantes de Europa, América y Asia-Pacífico. Actualmente (ejercicio 2021/2022), el grupo cuenta con 86 filiales operativas. La producción se realiza en Alemania y, por ejemplo, en China, Francia, Reino Unido, México y Suiza (Grüsch y Bottighofen).
En su mercado nacional, la empresa tiene una fuerte representación tradicional en Baden-Wurtemberg, donde se encuentran 8 de sus 14 emplazamientos alemanes. Más de 8000 empleados trabajan para Trumpf en Alemania, lo que representa la mitad de la plantilla global de la empresa. Sin embargo, la región de Asia-Pacífico es un mercado clave, generando alrededor de una cuarta parte de los ingresos totales de la empresa.

### Premios y honores
Trumpf ha recibido varios reconocimientos a lo largo de su historia. En 2013, fue galardonada con el Deutscher Zukunftspreis por el desarrollo de un láser de pulso ultracorto para la producción industrial en masa, en colaboración con Robert Bosch, investigadores de la Fraunhofer IOF y la Universidad de Jena. En 2020, Trumpf recibió nuevamente este premio por su contribución a la fabricación de microchips modernos mediante litografía EUV, en cooperación con ASML, Zeiss y la Fraunhofer IOF.
También en 2020, Trumpf ganó el Hermes Award por el desarrollo del estándar "Omlox", que permite el suministro de datos de localización independientemente de la tecnología y el fabricante, un proyecto en el que participaron más de 60 empresas industriales.
Además, Forbes incluyó a la empresa en 2022 en su lista de los Mejores Empleadores del Mundo (World’s Best Employers).